# Liste der Stolpersteine in Horhausen (Westerwald)
Die Liste der Stolpersteine in Horhausen (Westerwald) enthält alle Stolpersteine, die im Rahmen des gleichnamigen Projekts von Gunter Demnig in Horhausen (Westerwald) verlegt wurden. Mit ihnen soll an Opfer des Nationalsozialismus erinnert werden, die in Horhausen (Westerwald) lebten und wirkten.

## Verlegte Stolpersteine
| Bild | Person, Inschrift | Adresse                                         | Verlege- datum | weitere Informationen |
| ---- | --- | ----------------------------------------------- | -------------- | --------------------- |
|      | Hier wohnte Siegmund Kahn Jg. 1879 deportiert 1942 Theresienstadt ermordet                                                                    | Tannenstraße 13, 56593 Horhausen (Westerwald) · | 10. Juni 2025  |                       |
|      | Hier wohnte Betty Kahn Jg. 1911 Flucht 1939 USA                                                                                               | Tannenstraße 13, 56593 Horhausen (Westerwald) · | 10. Juni 2025  |                       |
|      | Hier wohnte Karoline "Lina" Kahn geb. Bock Jg. 1885 deportiert 1942 Theresienstadt ermordet                                                   | Tannenstraße 13, 56593 Horhausen (Westerwald) · | 10. Juni 2025  |                       |
|      | Hier wohnte Maria Lettery Jg. 1915 eingewiesen mehrere Heilanstalten 1941 Andernach ’verlegt’ 20.6.1941 Hadamar ermordet 20.06.1941 Aktion T4 | Hufer Garten 10, 56593 Horhausen (Westerwald) · | 10. Juni 2025  |                       |